# Ben Gordon
Benjamin Ashenafi "Ben" Gordon, född 4 april 1983 i London i England, är en brittisk-amerikansk professionell basketspelare som spelade sist för Orlando Magic i den nordamerikanska basketligan National Basketball Association (NBA). Han spelade dessförinnan för Chicago Bulls, Detroit Pistons och Charlotte Bobcats.
Gordon draftades i första rundan i 2004 års draft av Chicago Bulls som tredje spelare totalt.
Innan han blev proffs, studerade han vid University of Connecticut och spelade för Connecticut Huskies basketlag, där han 2004 var med och vann NCAA-mästerskapet.